# Erzbistum Salerno-Campagna-Acerno
Das Erzbistum Salerno-Campagna-Acerno (lat.: Archidioecesis Salernitana-Campaniensis-Acernensis, ital.: Arcidiocesi di Salerno-Campagna-Acerno) ist eine in Italien gelegene römisch-katholische Erzdiözese mit Sitz in Salerno.

## Geschichte
Im 6. Jahrhundert wurde das Bistum Salerno errichtet. Im Jahre 983 wurde selbiges zum Erzbistum erhoben. Am 20. Juli 1098 verlieh Papst Urban II. mit dem Privileg Singulare semper dem Erzbischof Alfanus II. von Salerno den  Primat über die Erzbischöfe von Acerenza und Conza und ihre Suffragane.
Dem Erzbistum Salerno wurde am 27. Juni 1818 durch Papst Pius VII. mit der Apostolischen Konstitution De utiliori das Bistum Acerno angegliedert. Am 30. September 1986 wurde dem Erzbistum Salerno-Acerno durch die Kongregation für die Bischöfe mit dem Dekret Instantibus votis das Bistum Campagna angegliedert.

## Einzelnachweise

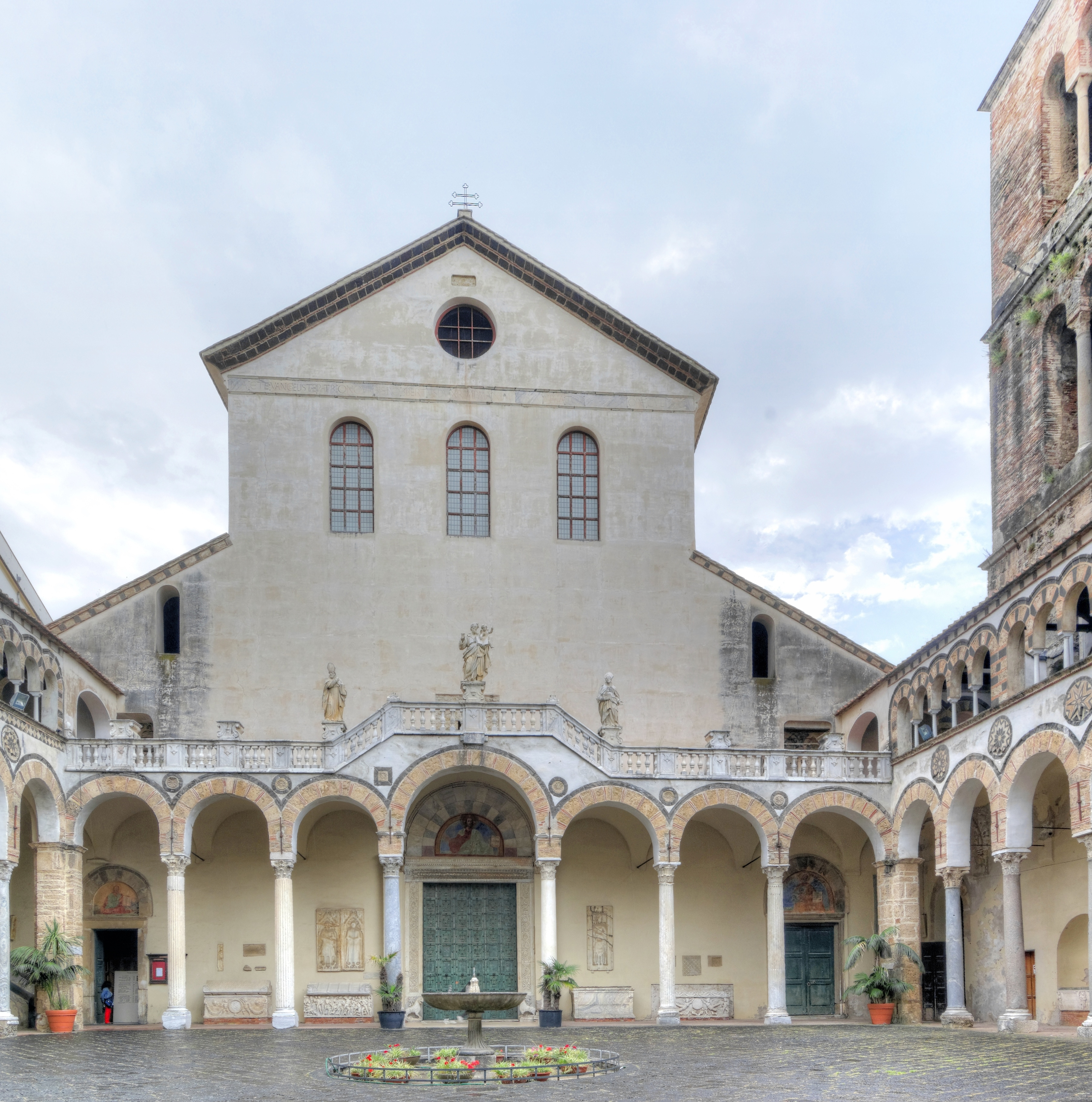
Kathedrale Santa Maria degli Angeli e San Matteo Apostolo in Salerno
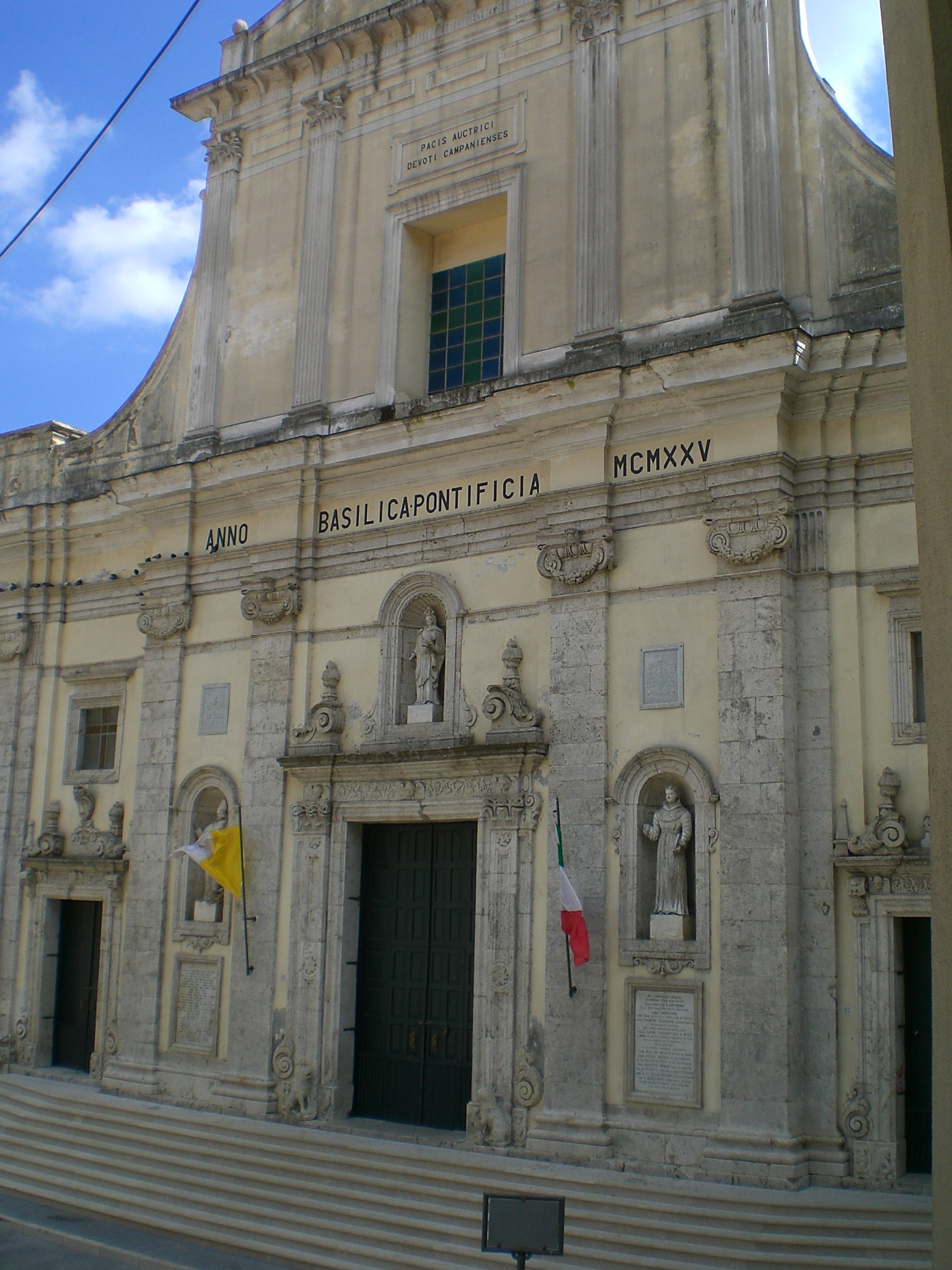
Konkathedrale Santa Maria della Pace in Campagna
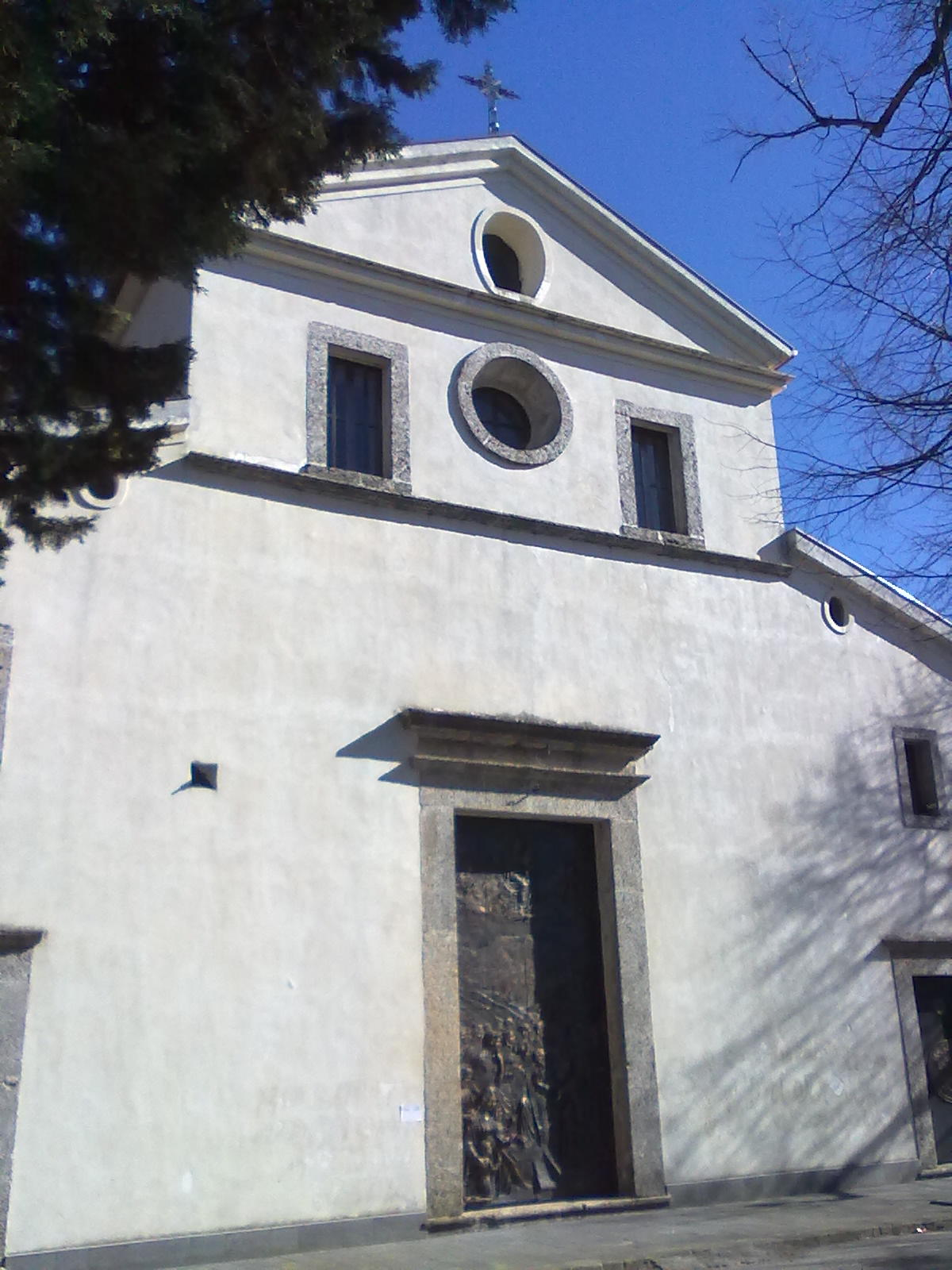
Konkathedrale San Donato in Acerno